# Rabenstein (Chemnitz)
Rabenstein, Chemnitz-Rabenstein – dzielnica miasta Chemnitz w Niemczech, w kraju związkowym Saksonia. 

## Współpraca
Miejscowość partnerska:
- Rabenstein an der Pielach, Austria